# ترزا کوچیش
ترزا کوچیش (به انگلیسی: Tereza Kočiš) ژیمناست زادهٔ ۲۳ آوریل ۱۹۳۴ میلادی اهل کشور یوگسلاوی است.